# Heinrich Zimmern
Pour les articles homonymes, voir Zimmern.
Heinrich Zimmern, né le 14 juillet 1862 à Graben et mort le 17 février 1931 à Leipzig est un universitaire allemand qui est un historien réputé de Babylone et l'un des fondateurs des études orientalistes anciennes dans son pays.

## Biographie
Zimmern passe sa prime jeunesse près de Carlsruhe, puis étudie à Sarrebruck. De 1881 à 1883, il étudie à l'université de Leipzig la théologie luthérienne-évangélique auprès du professeur Franz Delitzsch et notamment l'étude de l'Ancien Testament. Ensuite, il devient l'étudiant du fils de Franz Delitzsch, Friedrich Delitzsch, avec lequel il apprend l'assyriologie. En 1883, il étudie un semestre à l'université de Berlin, où il suit les cours d'Eberhard Schrader, avant d'étudier à l'université d'Erlangen. Il reçoit son diplôme de fin d'études en 1885 et son examen ecclésiastique. Il est promu la même année doctor philosophiæ de l'université de Leipzig grâce à une thèse portant sur les psaumes de l'exil à Babylone (psaumes pénitentiels).
En 1885, il inaugure son premier poste de pasteur, comme vicaire à la paroisse luthérienne d'Auenheim près de Kehl, tout en étant répétiteur à l'université d'Erlangen. En 1887, il obtient un poste à la bibliothèque de l'université de Strasbourg (alors dans l'Empire allemand), où il étudie auprès de Theodor Nöldeke. Il reçoit son habilitation à l'université de Königsberg en 1889, après une thèse en assyriologie.
En 1890, il devient Privatdozent de l'université de Halle, puis il devient professeur d'assyriologie en 1894 à l'université de Leipzig, succédant à Friedrich Delitzsch, puis en 1899 à celle de Breslau, où il succède encore à Friedrich Delitzsch (il y a notamment comme étudiant Walter Otto). L'année suivante, il est nommé professeur ordinaire à l'université de Leipzig. Il y fonde l'Institut sémitique de Leipzig. Il prend sa retraite en 1929 (professeur émérite).
Heinrich Zimmern fut le premier orientaliste assyriologue d'importance en Allemagne. Il enseignait la langue hittite. Il forma entre autres Johannes Heinrich (de) et travailla avec Emil Forrer (de). Il eut notamment Benno Landsberger comme étudiant. Le professeur Zimmern était membre de l'Académie saxonne des sciences de Leipzig.

## Quelques travaux
- Babylonische Busspsalmen (= Assyrische Bibliothek. 6). Hinrichs, Leipzig 1885.
- Beiträge zur Kenntnis der babylonischen Religion. Hinrichs, Leipzig 1896–1901.
- Vergleichende Grammatik der semitischen Sprachen. Reuther und Reichard, Berlin 1898.
- Biblische und Babylonische Urgeschichte. Hinrichs, Leipzig 1901 (Der Alte Orient, 2. Jahrgang, Heft 3).
- Babylonische Hymnen und Gebete in Auswahl. Hinrichs, Leipzig 1905. (Der Alte Orient, 7. Jahrgang, Heft 3).
- Babylonische Hymnen und Gebete. Zweite Auswahl. Hinrichs, Leipzig 1911 (Der Alte Orient, 13. Jahrgang, Heft 1).
- Sumerische Kultlieder aus altbabylonischer Zeit. Hinrichs, Leipzig 1912.
- Akkadische Fremdwörter als Beweis für babylonischen Kultureinfluß. Hinrichs, Leipzig 1915.
- Das babylonische Neujahrsfest. Hinrichs, Leipzig 1925 (Der Alte Orient, 25. Jahrgang, Heft 3).
- Hethitische Gesetze aus dem Staatsarchiv von Boghazköi. unter Mitwirkung von Johannes Friedrich übersetzt von Heinrich Zimmern (= Der Alte Orient. 23, 2). Hinrichs, Leipzig 1926.
- Religion der Hethiter (= Bilderatlas zur Religionsgeschichte. 5). Scholl, Leipzig 1925.